# Servicio Nacional de Migraciones
El Servicio Nacional de Migraciones (SERMIG) es un organismo público chileno creado en mayo de 2021, dependiente del Ministerio del Interior, a través de la Subsecretaría del Interior del mismo. Tiene como misión garantizar el cumplimiento de la legislación migratoria vigente en el país, relativa al ingreso y egreso, residencia temporal o definitiva, expulsión y regulación de los ciudadanos extranjeros que permanecen en el territorio nacional, en el marco de la «Política Nacional Migratoria» del Gobierno de Chile. Desde el 31 de marzo de 2022, el servicio está dirigido por Luis Thayer Correa, actuando bajo el gobierno de Gabriel Boric.
Su domicilio está ubicado en la calle San Antonio 580, en Santiago.

## Historia
Luego de casi ocho años de tramitación en el Congreso Nacional, el 11 de abril de 2021 se promulgó una nueva «Ley de Migración», en sustitución de una ley anterior que databa de 1975, mediante la cual se establecían deberes y obligaciones de los migrantes que llegaban a Chile.
Debido a dicha ley se estableció la creación de una nueva institución: el Servicio Nacional de Migraciones y sus 16 direcciones regionales, asegurando una mejor asistencia en todo el territorio. Este nuevo servicio permite estandarizar los trámites y tiempos de tramitación en todo el país, centralizando el análisis, pero descentralizando la atención, orientación, inclusión y entrega de beneficios, además de promover la coordinación y comunicación con la sociedad civil, municipios y gobiernos regionales.
Por otra parte, el nuevo organismo permite la unificación de todas las responsabilidades y tareas del extinto Departamento de Extranjería y Migración (DEM) y la Policía de Investigaciones de Chile (PDI), con el fin de mejorar y agilizar sus tareas. De ahí, todos los trámites relacionados con /i/ casos migratorios en Chile (a cargo del DEM), y /ii/ el control migratorio, consistente en verificar cuando un migrante ingresa a Chile, sale o regresa al territorio nacional, pero también monitoreando los pasos fronterizos, supervisando la permanencia de los ciudadanos extranjeros y asegurando que los extranjeros no tengan antecedentes penales o sean parte de redes de narcotráfico o tráfico de personas (bajo la responsabilidad de la PDI), serán trasladados a una única unidad unificada: el Servicio Nacional de Migraciones (SERMIG).
Con la creación del SERMIG, en reemplazo del DEM, esta nueva entidad pasó tener más independencia, presupuesto y organización para gestionar dichos asuntos. Por ejemplo, a través de la plataforma "Trámite facilitado", los ciudadanos extranjeros pueden completar todos los trámites de inmigración en un solo lugar.

## Funciones
Su objetivo central es liderar el desarrollo de una «Política Nacional de Migraciones», que permita enfrentar los desafíos y oportunidades que las migraciones generan en el país. Con este propósito, al Servicio Nacional de Migraciones le corresponde:
- Analizar las solicitudes de: Permanencia Transitoria, Residencia Temporal, Residencia Definitiva y Nacionalización.
- Promover acciones de acogida que incentiven la integración de los inmigrantes, favoreciendo la cohesión entre nacionales y extranjeros.
- Promover la modernización institucional, legislativa y de gestión migratoria en Chile.

## Directores nacionales
| Retrato | Titular                  | Partido | Inicio              | Final               | Presidente                 |
| ------- | ------------------------ | ------- | ------------------- | ------------------- | -------------------------- |
|         | Álvaro Bellolio Avaria   | Ind.    | 28 de mayo de 2021  | 11 de marzo de 2022 | Sebastián Piñera Echenique |
|         | Carmen Gloria Daneri (s) | Ind.    | 11 de marzo de 2022 | 31 de marzo de 2022 | Gabriel Boric Font         |
|         | Luis Thayer Correa       | CS      | 31 de marzo de 2022 | En el cargo         | Gabriel Boric Font         |

### Redes sociales
- Servicio Nacional de Migraciones en X (antes Twitter)
- Migraciones Chile en Facebook
- Migraciones Chile en Instagram
- Migraciones Chile en YouTube

- Datos: Q111687835